# 파라과이한국학교
파라과이한국학교(스페인어: Colegio coreano del paraguay)는 파라과이 아순시온에 있는 한국학교이다. 현재 유치원부터 초등학교까지의 과정을 운영하고 있다.

## 연혁
- 1992년 3월 12일 : 개교